# جامعة مارشال
جامعة مارشال (بالإنجليزية: Marshall University) هي جامعة، ومؤسسة تعليمية عامة في الولايات المتحدة، تأسست في 1836، في الولايات المتحدة.

## الكليات[5]
- كلية التربية والتطوير المهني
- كلية الآداب
- كلية لويس للاعمال
- كلية المهن الصحية
- كلية الهندسة وعلوم الحاسوب
- كلية الصيدلة
- كلية العلوم
- كلية الشرف